# Adolphe Jouvenel
Adolphe Jouvenel, né en 1798 à Lille et mort en 1867 à Bruxelles, est un médailleur français actif à Bruxelles.

## Biographie
Après s’être formé auprès de François Rude à Paris, Adolphe Jouvenel va s'établir en Belgique où il devint graveur du roi Léopold Ier. Il produisit de 1818 à 1860 de nombreuses médailles à sujet historiques, commémoratifs ou reproduisant le portait de personnalités de son temps.

## Œuvre
Présent au Salon de Bruxelles de 1839, il reçoit une médaille de vermeil en récompense pour les cinq médailles qu'il a présentées. 
- Médaille frappée à l'occasion de l'inauguration de la Colonne du Congrès de Joseph Poelaert, 1859.